# Frederick Catherwood
Frederick Catherwood (27. februar 1799 – 27. september 1854) var en engelsk kunstner og arkitekt, bedst kendt for sine nøjagtige tegninger af ruiner i mayacivilisationens byer.  Han udforskede Mesoamerika i midten af 1800-tallet sammen med forfatteren John Lloyd Stephens.  Deres populære bøger, Incidents of Travel in Central America, Chiapas and Yucatán og Incidents of Travel in Yucatán, introducerede den vestlige verden for den gamle mayacivilisation.

## Middelhavsrejser
Catherwood, der i årene 1824 til 1832 havde foretaget mange rejser til Middelhavsområdet for at tegne monumenter lavet af egypterne, kartaginienserne og fønikerne, fastslog, at tilsvarende monumenter i Amerika ikke havde arkitektonisk lighed med dem i den gamle verden.  Dermed måtte de være lavet af den indfødte befolkning i Amerika.
Ved Middelhavet besøgte Catherwood Grækenland, Tyrkiet, Egypten og Palæstina, og lavede sammen med Joseph Bonomi den yngre tegninger og akvareller af gamle ruiner.  I løbet af seks uger i 1833 var Catherwood formentlig den første fra vesten, som foretog en detaljeret undersøgelse af Klippemoskeen i Jerusalem.
Catherwood fik et betydeligt omdømme som topografisk kunstner, og perfektionerede sin tegneteknik, der gjorde brug af camera lucida.

## Mellemamerika
I 1836 mødte Catherwood den rejsende forfatter John Lloyd Stephens i London.  De læste Juan Galindos beretning om de gamle ruiner i Copán, og besluttede sig for selv at forsøge at rejse til Mellemamerika for at udarbejde en mere udførlig og bedre illustreret beretning.  Ekspeditionen begyndte i 1839 og fortsatte året efter med besøg og dokumentation af adskillige ruiner, mange for første gang.  Stephens og Catherwood tilskrives "genopdagelsen" af mayacivilisationen, og gennem deres udgivelser fik de mayaerne tilbage i den vestlige verdens bevidsthed. 
Efter ekspeditionen blev bogen Incidents of Travel in Central America, Chiapas and Yucatan udgivet i 1841, med tekst af Stephens og graveringer baseret på tegninger af Catherwood.
Stephens og Catherwood vendte tilbage til Yucatán, og  det blev til Incidents of Travel in Yucatan in 1843.
Året efter udgav Catherwood Views of Ancient Monuments in Central America, Chiapas and Yucatan med 25 farvelitografier efter akvareller, han havde lavet af ruiner.  Bogen, der var i folioformat, blev udgivet i maj 1844, samtidigt i London og New York i 300 eksemplarer.  Mindst 282 eksemplarer er bevaret, de fleste i private samlinger eller biblioteker.
Et stort antal af hans originale tegninger og malerier blev ødelagt, da bygningen hvori han udstillede dem i New York City brød i brand, men nogle er bevaret på museer og i private samlinger, ofte med en større detaljerigdom end de udgivne graveringer.

## Sidste år
Da guldfeberen brød ud i Californien i 1848, flyttede Catherwood til San Francisco for at åbne en forretning med forsyninger til minearbejdere og guldgravere, da han anså det for en mere sikker måde at tjene penge på, end ved selv at grave efter guld.
I 1854 var Catherwood passager på dampskibet Arctic på vej over Atlanterhavet fra Liverpool til New York.  Den 27. september var der dårlig sigtbarhed, og skibet kolliderede med det franske dampskib Vesta.  Arctic sank og mange omkom, deriblandt Catherwood, der blev 55 år gammel.